# Ranipur
Ranipur (en ourdou : رانی پور) est une ville pakistanaise située dans le district de Khairpur, dans le nord de la province du Sind. C'est la sixième plus grande ville du district. Elle est située à près de quarante kilomètres au sud-est de Larkana et à trente kilomètres à l'ouest du site antique Kot Diji.
La ville est desservie par la route nationale no 5.
La population de la ville a été multipliée par plus de quatre entre 1972 et 2017, passant de 7 536 habitants à 33 591. Entre 1998 et 2017, la croissance annuelle moyenne s'affiche à 3 %, supérieure à la moyenne nationale de 2,4 %. Selon le recensement de 2023, la population de la ville monte à 34 337 habitants.
|            | 1972 (rec.) | 1981 (rec.) | 1998 (rec.) | 2017 (rec.) | 2023 (rec.) |
| ---------- | ----------- | ----------- | ----------- | ----------- | ----------- |
| Population | 7 536       | 8 600       | 19 053      | 33 591      | 34 337      |